# Marquesado del Reino
El marquesado del Reino, a veces reseñado del Reyno (en italiano: marchesato del Regno), es un título nobiliario de Nápoles, después de las Dos Sicilias, creado el 6 de diciembre de 1734 por real despacho del rey Carlos III de España, VII de Nápoles, a favor de Alonso Nicolás de Ovando y Solís.

## Marqueses del Reino
|                                                                   | Titular                                                           | Periodo                                                           |
| Título de Nápoles Creado por Carlos III de España, VII de Nápoles | Título de Nápoles Creado por Carlos III de España, VII de Nápoles | Título de Nápoles Creado por Carlos III de España, VII de Nápoles |
| ----------------------------------------------------------------- | ----------------------------------------------------------------- | ----------------------------------------------------------------- |
| I                                                                 | Alonso Nicolás de Ovando y Solís                                  | 1734-1743                                                         |
| II                                                                | Diego Antonio de Ovando y Cáceres                                 | 1743-1743                                                         |
| III                                                               | Juan de Ovando y Cáceres                                          | 1743-1796                                                         |
| IV                                                                | Diego María de Ovando y Cáceres                                   | 1796-1808                                                         |
| V                                                                 | Antonio María González de Arce y Ovando                           | 1808-1816                                                         |
| Título de las Dos Sicilias                                        |                                                                   |                                                                   |
| V                                                                 | Antonio María González de Arce y Ovando                           | 1816-1832                                                         |
| VI                                                                | José Francisco de Paula de Arce y Colón de Larreátegui            | 1832-1856                                                         |

## Historia de los marqueses del Reino
- Alonso Nicolás de Ovando y Solís (baut. Cáceres, 17 de julio de 1690[2]-Bolonia, 24 de febrero de 1743), I marqués del Reino, caballero de la Orden de Calatrava (1731) a quien el rey Felipe V le concedió la encomienda de Ballesteros el 6 de julio de 1733.[1][3][1] Era el hijo segundo de Juan Antonio de Ovando y Cáceres y de su esposa Francisca de Solís Aldama,[1] casados el 4 de noviembre de 1683,[2] y primo hermano de Francisco José de Ovando y Solís Rol de la Cerda, I marqués de Ovando.[4]

Soltero, sin descendencia, le sucedió su hermano primogénito:
- Diego Antonio de Ovando y Cáceres (m. 1743), II marqués del Reino[5] y diputado en Cáceres en 1718 y 1727.[3]

Casó el 29 de junio de 1629, en Mérida, con Josefa Inés de Vargas-Messia (n. Mérida, 28 de marzo de 1697). Le sucedió:
- Juan de Ovando y Cáceres (1730-1796), III marqués del Reino y señor de los mayorazgos de Diego de Cáceres y de Francisco de Ovando.[6]

Casó con María del Carmen de Aguilar y Loayza, III condesa de Encinas en 1756, única hija de Gabriel de Aguilar y Zuazo y Arévalo de Zuazo, II conde de Encinas en 1728, regidor perpetuo de Segovia, y de su esposa María Francisca de Loaysa y Vera Vargas. Le sucedió su hijo primogénito:
- Diego María de Ovando y Cáceres (baut. 15 de marzo de 1755[2]-1808), IV marqués del Reino, IV conde de Encinas,[8] señor de los mayorazgos de Diego de Cáceres y de Francisco de Ovando, teniente coronel del Regimiento Provincial de Ciudad Rodrigo.

Casó el 31 de mayo de 1780 con su pariente Leonor de Ovando y Vera (1763-1829), hija sucesora de Jorge Francisco de Ovando y Cáceres (1723-1768), sucesor, y de su esposa y prima Antonia de Vera y Rocafull, hija del marqués de Espinardo y de su esposa de la casa de los marqueses de Alcaudete. Sin descendencia. Le sucedió su pariente:
- Antonio María González de Arce y Ovando (Brozas, 22 de septiembre de 1775-14 de mayo de 1832),[9] V marqués del Reino,[10] VI marqués de Camarena la Vieja,[10] V conde de Encinas, señor de los mayorazgos de Diego de Cáceres y de Francisco de Ovando, Gran Cruz de la Orden de San Hermenegildo, caballero de la Orden de Alcántara y gentilhombre de cámara del monarca. Hijo de Antonio Vicente de Arce y Porres[9] (1743-1816), brigadier de los Reales Ejércitos, destacado militar, y de su esposa María Josefa de Ovando y Ovando (1751-1775), IV marquesa de Camarena la Vieja.[9]

Casó el 14 de abril de 1816, en Madrid, parroquia de San Martín, con María Josefa Colón de Larreategui y Sierra (Valladolid-1855), hija de José Joaquín Colón de Larreategui y Ximénez de Embún y de su esposa Josefa Sierra y Sarria. Le sucedió su hijo:
- José Francisco de Paula de Arce y Colón de Larreátegui (m. Cáceres,27 de febrero de 1856), VI marqués del Reino,[10] VII marqués de Camarena la Vieja,[10] VI conde de Encinas. Último señor de los mayorazgos de Diego de Cáceres y de Francisco de Ovando.

Casó el 24 de septiembre de 1840, en Cáceres, 1840 con su prima en segundo grado María de las Mercedes de Aponte y Ortega-Montañés (1822-1896), VIII marquesa de Torre Orgaz, V marquesa de Camarena la Real, hija de Vicente María de Aponte y Ovando (1799-1823). VI marqués de Torre Orgaz y II marqués de Camarena la Real, y de su esposa Ramona de Ortega-Montañés y Jarava.
El único hijo que sobrevivió de la descendencia del matrimonio,  García Ramón de Arce y Aponte (Cáceres, 2 de noviembre de 1844-Foz do Douro, Porto, 4 de septiembre de 1897), fue el IX marqués de Torre Orgaz, VIII marqués de Camarena la Vieja, VII conde de Encinas y VI conde de los Corbos. No solicitó la sucesión en el marquesado de Camarena la Real y «se desestimó el poder suceder en el marquesado del Reino en las Dos Sicilias».